# Sint-Luciavloed (1287)
De Sint-Luciavloed (ook wel stormvloed van 1287) was een zware stormvloed die plaatsvond van 13 op 14 december 1287, de naamdag van de Heilige Lucia. De gegevens over deze vloed zijn echter beperkt en verweven met sagen.

## Zuiderzee
De Sint-Luciavloed trof vooral Friesland, Groningen en Oost-Friesland. Mede door deze overstroming werd in het Waddengebied veel kwelderland weggeslagen en raakte het eiland Griend ernstig beschadigd. Verder werkte deze stormvloed mee aan het ontstaan van de Zuiderzee, waardoor West-Friesland definitief werd gescheiden van het huidige Friesland. Een onbekend aantal dorpen die op de plaats van het huidige IJsselmeer en de Waddenzee lagen, is in de elfde, twaalfde en dertiende eeuw verlaten.

## Dollard
Volgens zestiende-eeuwse overleveringen zouden ook Groningen en Oost-Friesland (Duitsland) zwaar zijn getroffen door deze overstroming, die daarin gedateerd is op 1277. Meer dan dertig buurtschappen en dorpen zouden er in de golven zijn verdwenen. Daarbij zou de Dollard zijn ontstaan. Verschillende onderzoeken hebben echter aangetoond dat dit niet kan kloppen. Hoogstens heeft er een eerste doorbraak plaatsgevonden en heeft - zoals de historisch-geograaf Elisabeth Gottschalk betoogde - er verwisseling met het jaartal 1287 plaatsgehad. Duitse historici wijten het ontstaan van de Dollard eerder aan de Marcellusvloed van 1362. Anno 2013 houdt men het meestal op de laatste decennia van de 14e of het begin van de 15e eeuw, hoewel berichten uit die periode ontbreken. Als gevolg van het grote verlies aan land en de relatief gevaarlijk gebleken ligging van de veengebieden verlieten de inwoners van het Dollardgebied de lage streken en vestigden zich op hogere gronden.

## Engeland
De stormvloed had ook verwoestende effecten in Engeland. De oostkust werd van Lincolnshire, Norfolk, Suffolk tot aan Kent zwaar getroffen.
Delen van Norfolk werden overstroomd, zoals het dorp Hickling, waar 180 mensen verdronken en het water tot bijna een halve meter boven het hoogaltaar in de plaatselijke kerk steeg. De haven van Dunwich in Suffolk zou door de gevolgen van de storm verlopen. Ook van Whitstable in Kent wordt gezegd dat deze plaats door de overstroming is getroffen.

### Storm van februari 1287
Bij een zware storm die tien maanden eerder in Zuidoost-Engeland plaatsvond werd de stad Winchelsea op Romney Marsh verwoest, maar later op hoger gelegen gronden opnieuw opgebouwd. In de directe omgeving werd ook Broomhill verwoest. De 'Great Storm' had een krachtig effect op de zogenaamde Cinque Ports. De loop van de rivier de Rother verlegde zich van New Romney naar Rye, waardoor dat een belangrijke havenstad werd. In Hastings stortte een klif in. Daardoor viel een deel van Hastings Castle op de stad en blokkeerde de haven, waarna de rol van Hastings als handelscentrum sterk in betekenis afnam. Het bleef wel een centrum voor de visserij.

## Slachtoffers
Het precieze aantal slachtoffers van deze watersnoodramp is onduidelijk, maar een schatting in de kroniek van het klooster Bloemhof te Wittewierum stelde het aantal op 30.000 doden van Stavoren tot de Lauwers en 20.000 doden van de Lauwers tot de Eems. Als de invloed van de overstroming in naburige gebieden even groot is geweest, zou een totaal aantal slachtoffers van tussen de 50.000 en 80.000 doden mogelijk zijn. De Sint-Luciavloed zou hierdoor, in verhouding tot een totale bevolking rond die tijd van ongeveer een half miljoen, de grootste stormvloed ooit in dit deel van de Noordzeekust zijn geweest. Betrouwbare schattingen werden in deze periode echter zelden gemaakt, eerder hanteerde men getallen met een symbolische lading.

## Gevolgen voor de taal
Ten gevolge van de stormvloed kon West-Friesland gemakkelijker worden ingelijfd bij het graafschap Holland. Het Fries als bestuurstaal was in West-Friesland definitief uitgespeeld. Wel heeft het sporen achtergelaten en door vermenging met het Nederfrankisch het West-Fries dialect doen ontstaan.
Het ontstaan van de Zuiderzee betekende eveneens een barrière voor het opkomen van het Nederfrankisch vanuit het Graafschap Holland (tot 1300). Door deze barrière (en de latere gebeurtenissen in de Friese geschiedenis) is Friesland (Midden-Frisia) afgeschermd gebleven en heeft de taal Westerlauwers Fries behouden kunnen blijven.

## Foute datering
In de populaire literatuur wordt deze stormvloed wel op 25 december (soms 23 december) 1277 gedateerd. Dat is ontleend aan een mystificatie in de 16e eeuw, die vooral bekendheid kreeg door de Dollardkaart van Jacob van der Mersch uit 1574 en vervolgens door auteurs als Ubbo Emmius werd overgenomen. Kronieken uit de 13e en 14e eeuw kennen alleen een overstroming in 1287. De kroniek van klooster Bloemhof geeft als datum 14 december, enkele Hollandse kronieken 17 december. Op Terschelling spreekt men sinds het midden van de jaren zeventig ook wel over de Sint Hubertusvloed; diens naamdag valt echter op 3 november.

## Classificatie in ranglijsten
In theorie gaat het om de op vijf na grootste vloed aller tijden in de wereld na de overstroming van Centraal-China (1931, 2,5-3,7 miljoen doden), overstroming van de Gele Rivier (1887, 900.000-2 miljoen doden), overstroming van de Gele Rivier (1938, 400.000-900.000 doden), doorbraak van de Banqiao-dam (1975, 231.000 doden) en de overstroming van de Jangtsekiang (1935, 145.000 doden). De overstroming is naar aantallen slachtoffers vergelijkbaar met de overstroming van Vietnam (1971, Dong Bang Song Hong en Hanoi, ongeveer 100.000 doden), Sint-Felixvloed (1530, mogelijk - aantal slachtoffers onbekend) en de overstroming van de Jangtsekiang (1911, ongeveer 100.000 doden).
838 · 1014 · 1042 · 1134 · 1163 · 1164 · 1170 · 1196 · 1212 · 1214 · 1219 · 1220 · 1221 · 1248/1249 · 1277 · 1280 · 1282 · 1287 · 1288 (I) · 1288 (II) · 1322 · 1334 · 1362 · 1374 · 1375 · 1377 · 1404 · 1421 · 1424 · 1468 · 1477 · 1509 · 1514 · 1530 · 1532 · 1552 · 1566 · 1570 · 1610 · 1643 · 1651 · 1675 · 1682 · 1686 · 1703 · 1717 · 1726 · 1741 · 1775 · 1776 · 1784 · 1799 · 1808 · 1809 · 1820 · 1825 · 1855 · 1861 (I) · 1861 (II) · 1877 · 1906 · 1916 · 1926 · 1953 · 1962 · 1993 · 1995 · 2006 · 2021